# Trachylepis capensis
Trachylepis capensis là một loài thằn lằn trong họ Scincidae. Loài này được Gray mô tả khoa học đầu tiên năm 1831.

## Hình ảnh

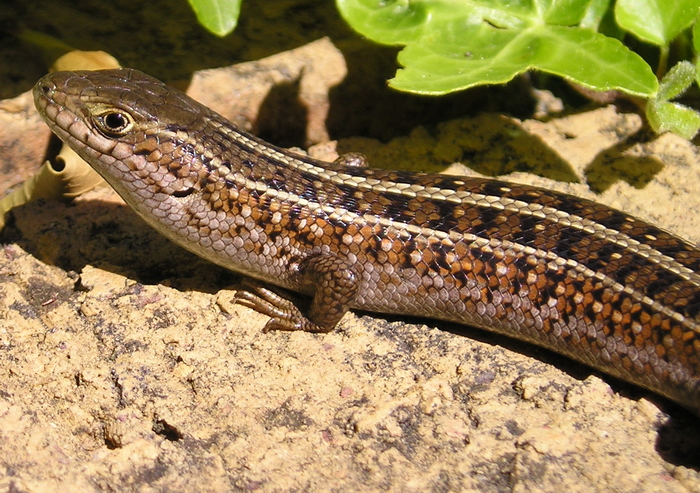
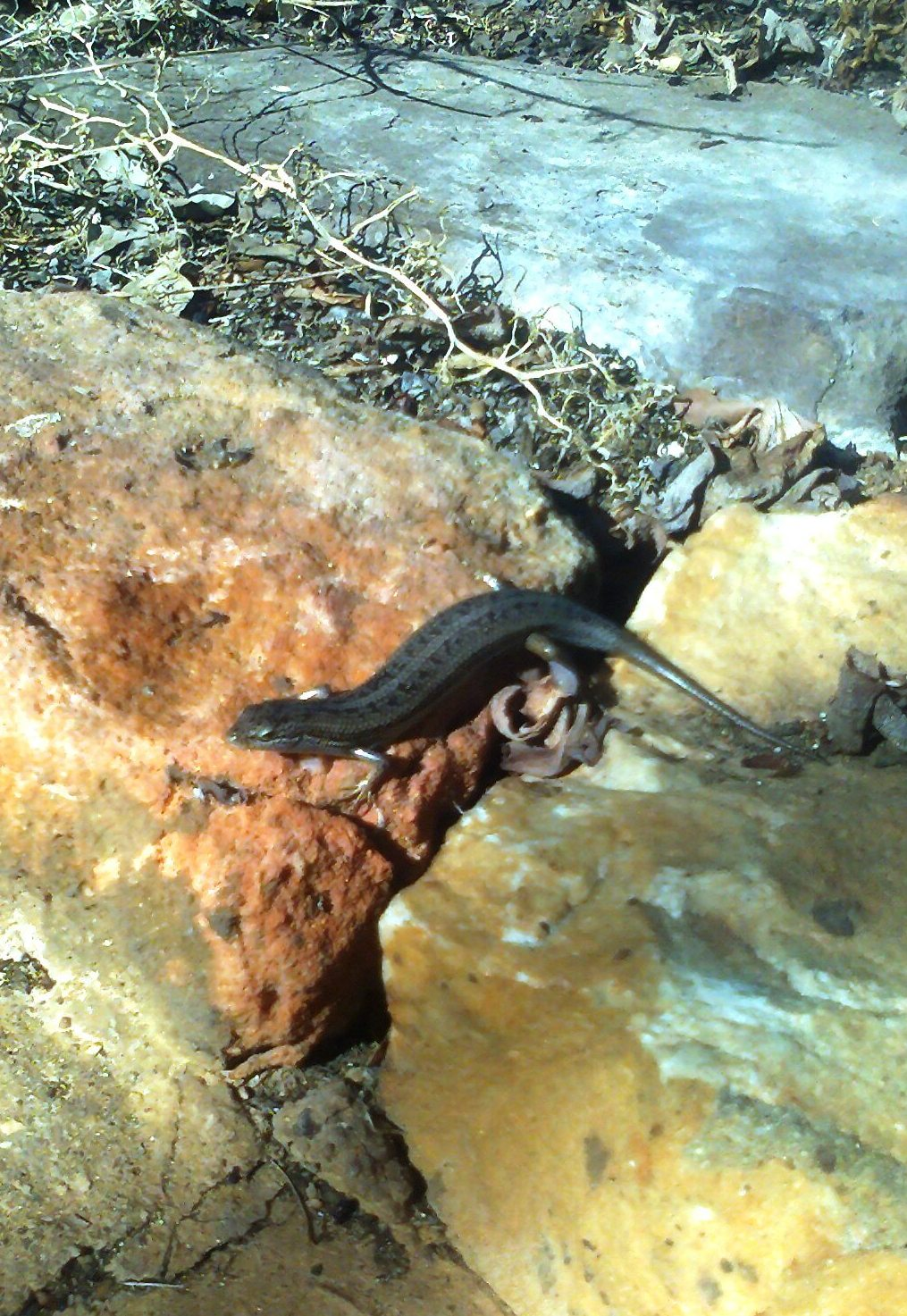
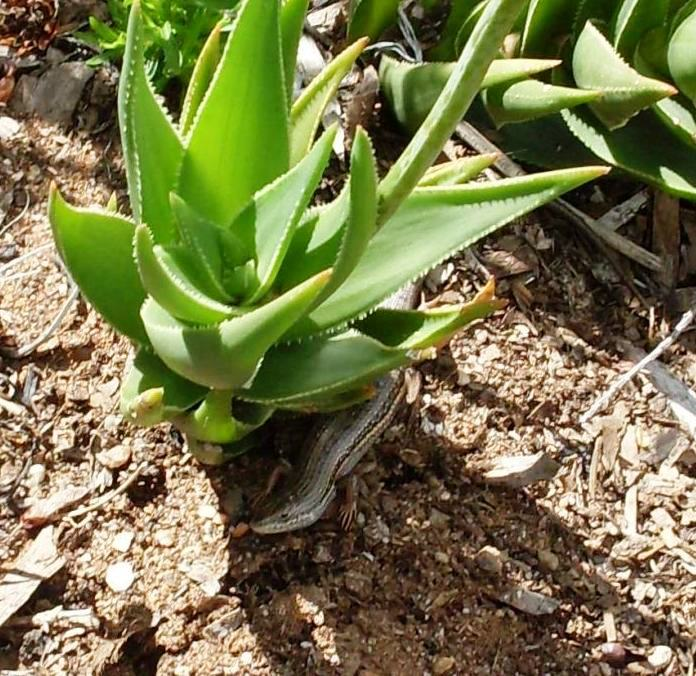
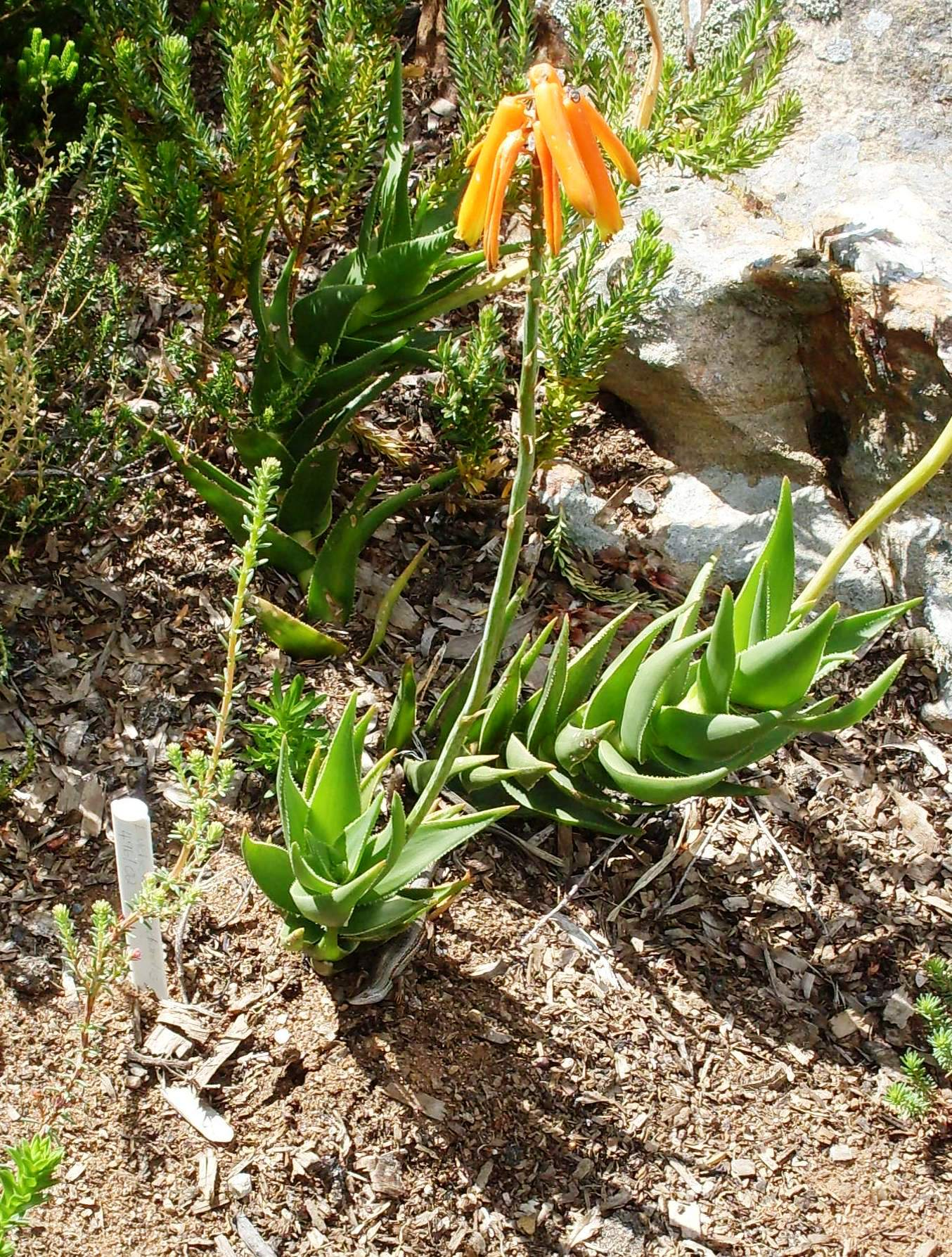